# Mark Hopkins Hotel
El InterContinental Mark Hopkins San Francisco es un hotel de lujo ubicado en la cima de Nob Hill en San Francisco, California. El hotel está gestionado por InterContinental Hotels Group. La cadena opera más de 5,000 hoteles y resorts en aproximadamente 75 países. El Mark Hopkins es el InterContinental más antiguo de los Estados Unidos.
La suite del ático del piso 19 se convirtió en 1939 en el salón de cócteles del restaurante Top of the Mark con paredes de vidrio.
El hotel InterContinental Mark Hopkins es miembro de Historic Hotels of America, el programa oficial del National Trust for Historic Preservation.

## Historia

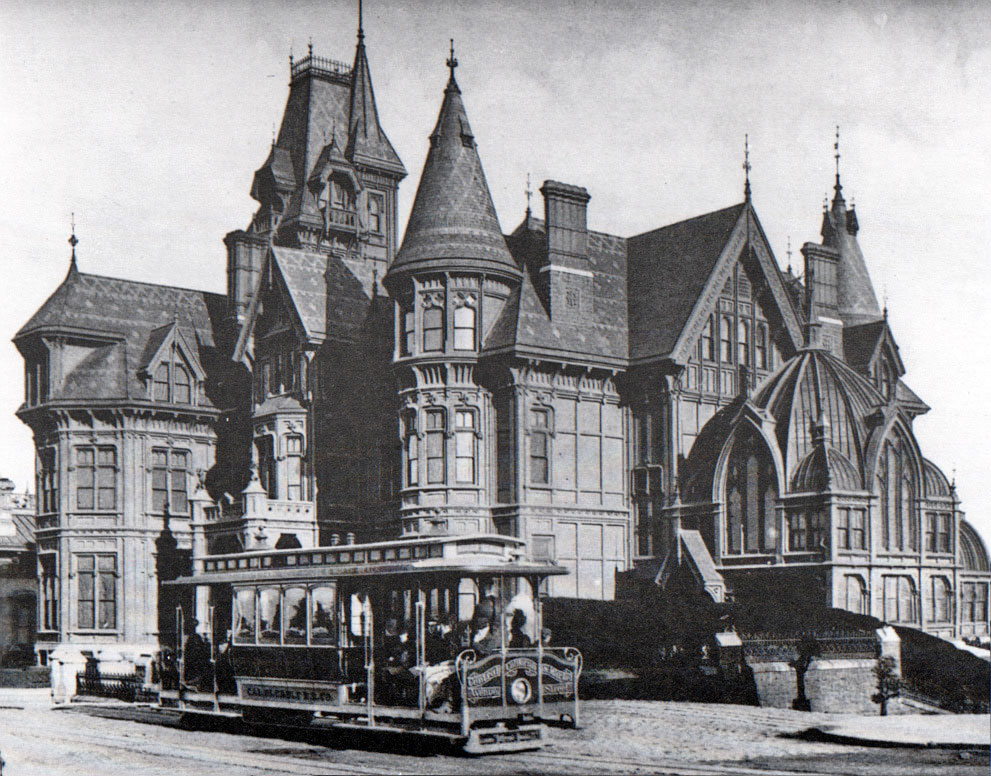
Mansión Mark Hopkins hacia 1890

Mark Hopkins, uno de los fundadores de Central Pacific Railroad, eligió el pico sureste de Nob Hill como el sitio para la casa de sus sueños para su esposa, Mary. La mansión se completó en 1878, después de su muerte. Dado que la torre de la mansión era en ese momento el punto más alto de San Francisco, Eadweard Muybridge decidió tomar su fotografía panorámica de 1877 de la ciudad desde este lugar.
Mary Sherwood Hopkins, a su muerte en 1891 a la edad de 73 años, dejó la mansión Nob Hill y una propiedad de $ 70 millones a su segundo esposo, Edward Francis Searles. En 1893, Searles donó el edificio y los terrenos a la Asociación de Arte de San Francisco (ahora Instituto de Arte de San Francisco ), para su uso como escuela y museo. Se llamaba Instituto de Arte Mark Hopkins y estaba valorado en 600 000 dólares en ese momento.
La mansión de Mark Hopkins sobrevivió al terremoto de San Francisco de 1906 ; sin embargo, fue destruida en el incendio de tres días que siguió al terremoto.
El ingeniero de minas e inversionista hotelero George D. Smith compró el sitio de Nob Hill, removió el edificio de la Asociación de Arte y comenzó la construcción de un hotel de lujo. El estudio de arquitectura de San Francisco Weeks and Day diseñó el hotel de 19 pisos, una combinación de castillo francés y ornamentación española.

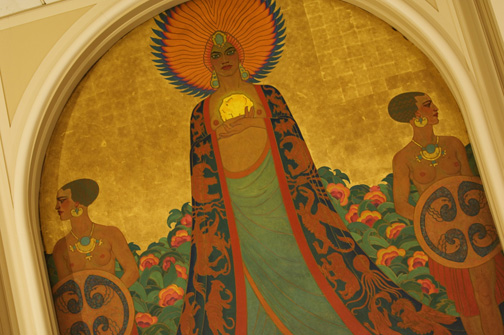
Detalle del mural de Calafia.

Una de las áreas de banquetes, "The Room of The Dons", contiene una parte de la historia de California. Nueve paneles de siete pies de alto pintados por los artistas Maynard Dixon y Frank Von Sloun en 1926 para la inauguración del hotel decoran las paredes superiores. Un panel muestra a la reina Calafia y sus amazonas contra un cielo de pan de oro. Calafia es el homónimo del estado de California.
Durante la Segunda Guerra Mundial, el salón "Top Of The Mark" en la última planta y con paredes acristaladas fue un lugar favorito para que los militares con destino al Pacífico y sus novias se reunieran antes de ser desplegados.
En 1961, Smith vendió el hotel a Kratter Corp. por más de 10 millones de dólares, quien lo vendió el año siguiente al financiero de San Francisco Louis Lurie por más de 12 millones de dólares.
En 1963, Gene Autry adquirió el hotel mediante un contrato de arrendamiento a largo plazo. En 1967, Loews Hotels adquirió un contrato de arrendamiento por 99 años del hotel. Lurie pensó accidentalmente que solo había aceptado un contrato de arrendamiento de 25 años. Un grupo de inversores hawaianos se hizo cargo del arrendamiento.
En 1973, los herederos de Lurie firmaron un contrato de gestión a largo plazo para Mark Hopkins con InterContinental Hotels Corporation. Las filiales de Woodridge Capital Partners y los fondos administrados por Oaktree Capital Management adquirieron el hotel en 2014.
El Mark Hopkins se convirtió en un centro social para la ciudad, tiene la calificación AAA Four-Diamond y ganó el premio Gold-Key.

## Estado de referencia
El 20 de octubre de 1961 se encargó una placa de bronce instalada por la Comisión de Parques Estatales de California, que designa el sitio California Historical Landmark La placa marca el antiguo emplazamiento del Instituto de Arte Mark Hopkins. El hotel Mark Hopkins también está catalogado como un lugar emblemático designado de San Francisco.

## Galería

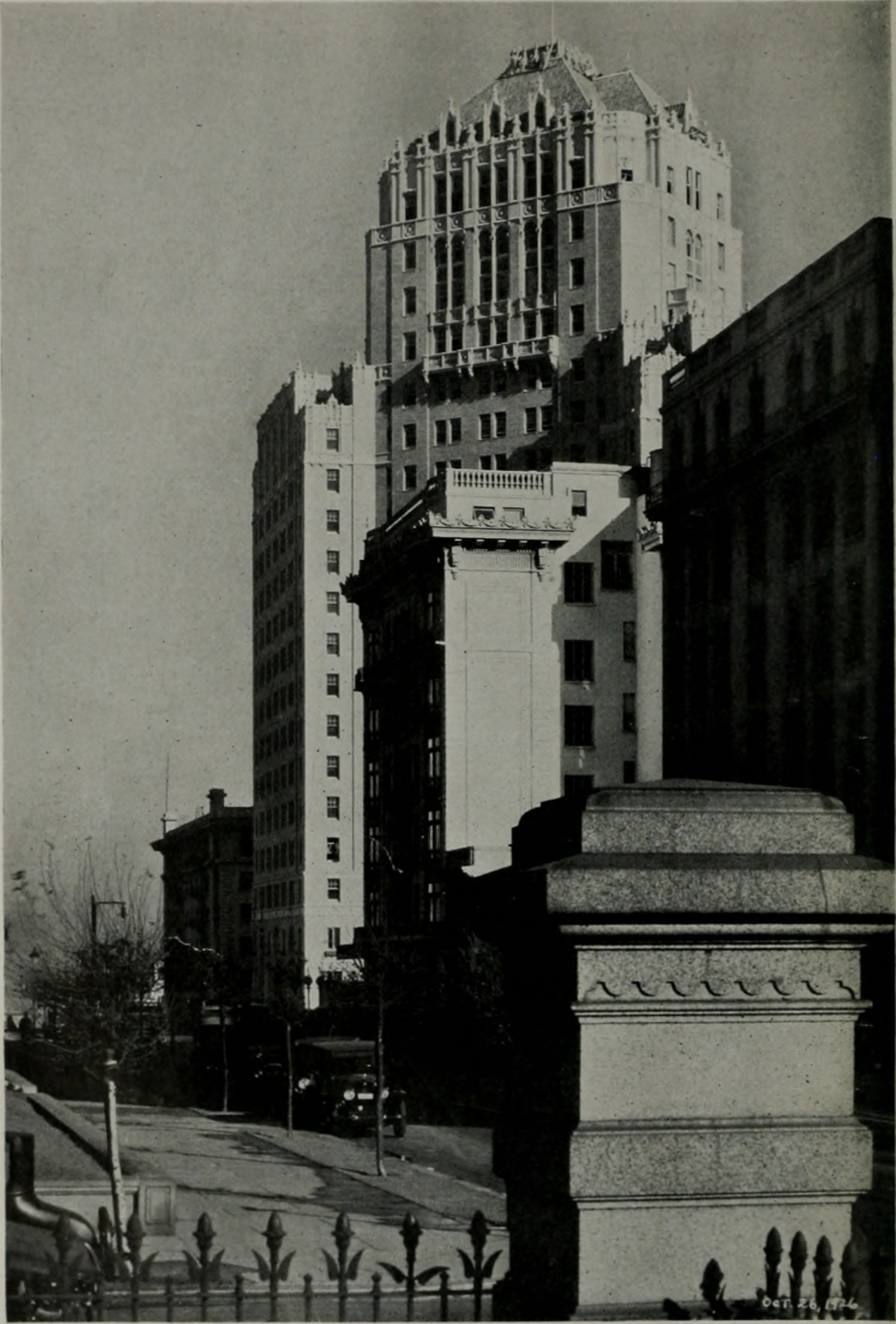
El hotel en 1927
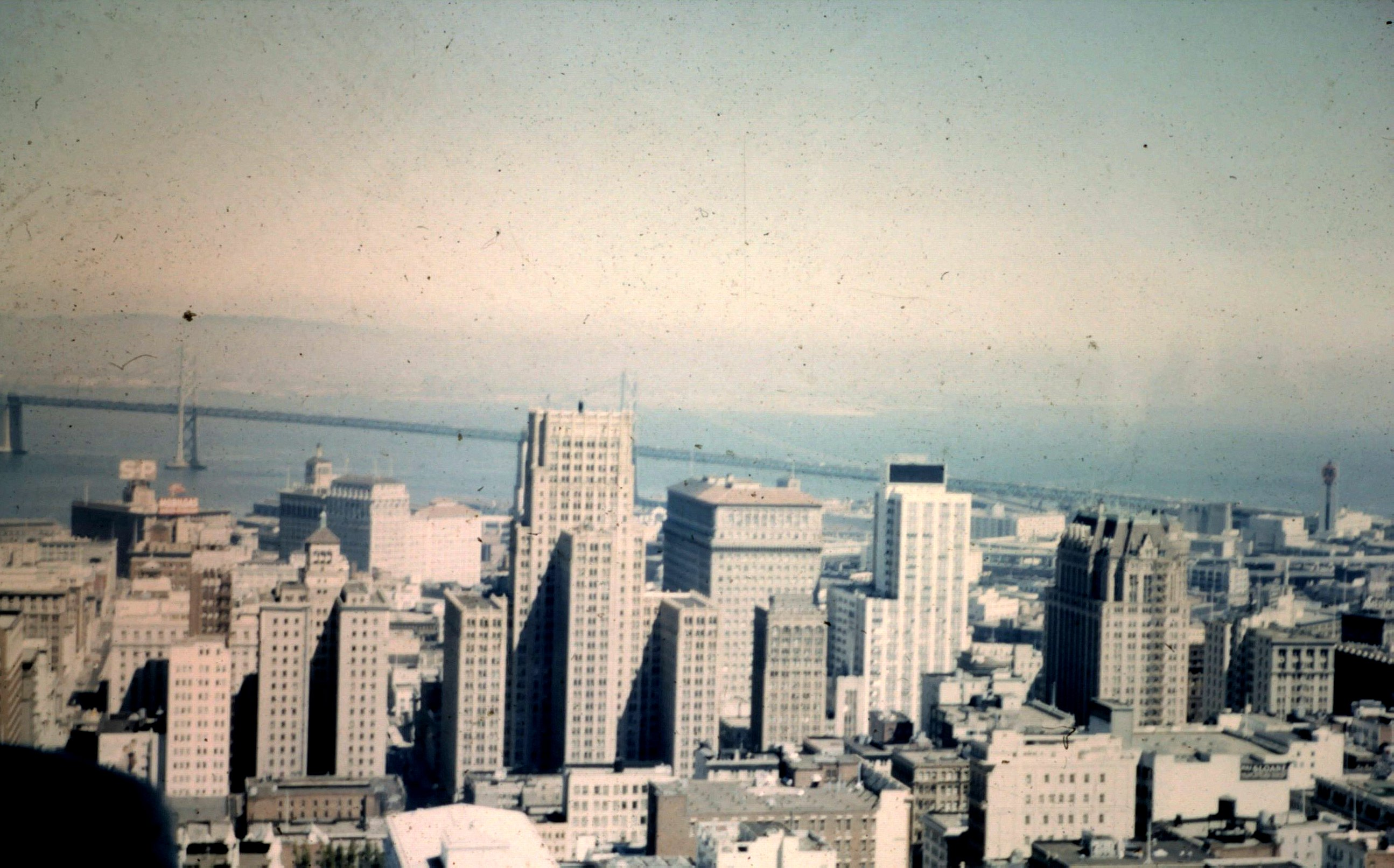
El hotel en 1958
Detalle de la entrada
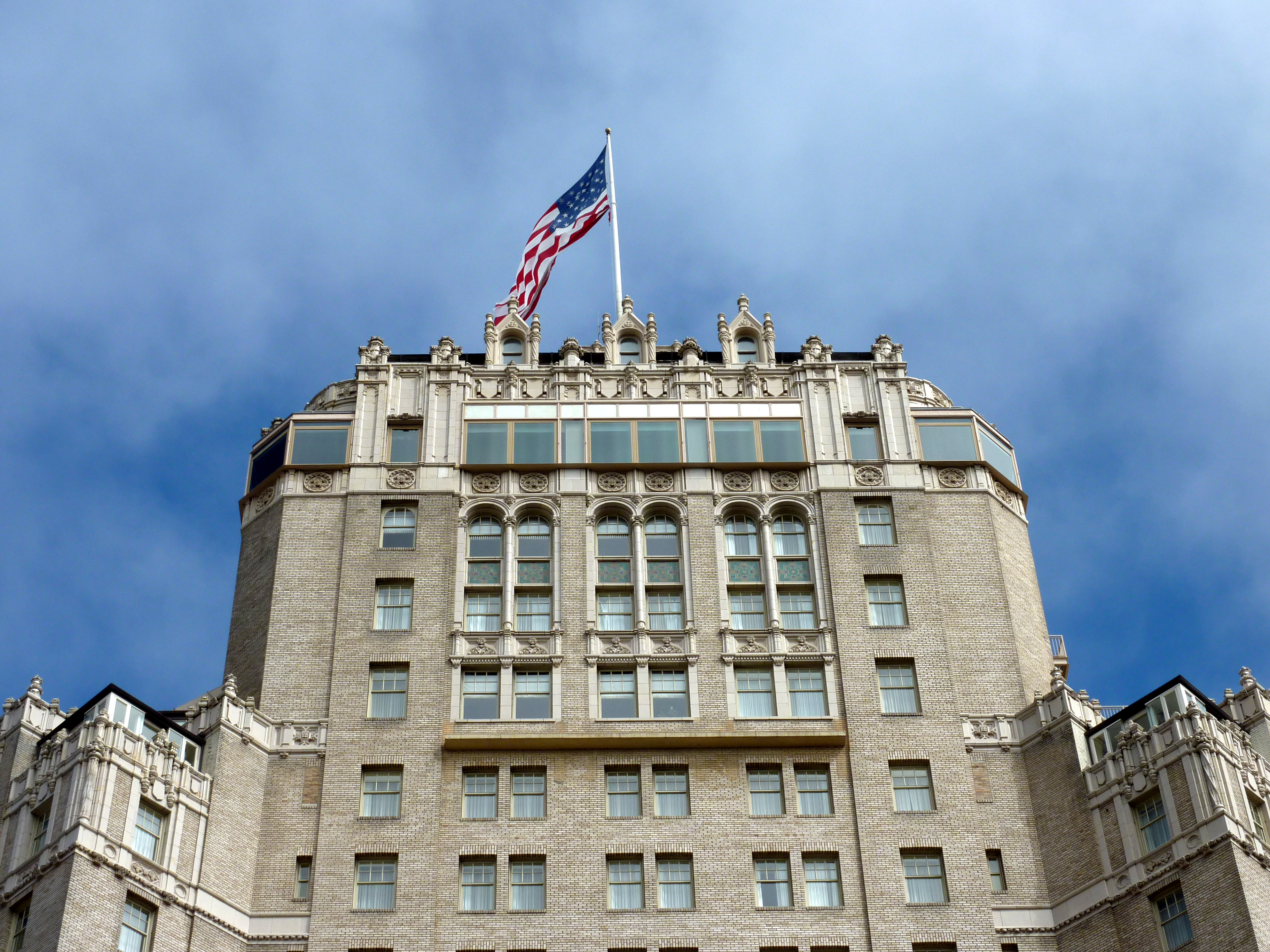
Parte superior de la fachada

## Otras lecturas
- Woodbridge, Sally B. (1992). San Francisco Architecture (Second edición). San Francisco: Chronicle Books. p. 61. ISBN 0-87701-897-9.